# Romániai magyar képregények
A képregény a középkori fatáblanyomatok korszerű változataként készült, csak laza epikai vagy lírai mondandót közvetítő grafikai sorozat, főleg fametszetekből áll. A műfajt újjáteremtő Frans Masereel belga grafikus összefüggő történeteket ábrázoló fametszetsorozatai (Egy ember szenvedése, 1916; Óráim könyve, 1919; A város, 1925; Az eszme, 1927) a szegénység és a háború borzalmai ellen agitáltak, s hatásukra kísérelte meg a romániai magyarok körében Dési Huber István IV. Rend c. linóalbumával (1928) az első képregényt.
Utána Podlipny Gyula 1931-ben Temesvárt próbálta krétarajzalbumában „a nyomor hatalmas szimfóniáját” összefüggő sorozattá komponálni, de epikus tartalom nélkül, s így a külön-külön szuggesztív erejű rajzok szociográfiai elemekre hulltak szét. Ugyanez vonatkozik Ruzicskay György 108 lapból összefűzött, Nagyváradon 1935-ben megjelent rajzsorozatára, pedig itt még tartalmas szöveg is segítette a Szerelemkereső c. munka regényszerűvé válását. A masereeli koncepciót leginkább megvalósító képregényeket Gy. Szabó Béla alkotta meg 1935-ben Kolozsvárt a Liber miserorum és 1939-ben a Liber vagabundi – Barangolókönyv c. alatt 50–50 fametszetet tartalmazó, ciklusokra osztott sorozatával; ezeket a korabeli kritika és a későbbi műbírálók egyaránt a műfaj csúcsaiként emlegetik.
A képregény közismertebb változata a szórakoztató történetet rövid szövegkísérő rajzokon előadó folytatásos mű; főleg újságok közölték tárcaként, nemegyszer mint ismert irodalmi művek népszerű kivonatát. A gyermeklapok (Napsugár, Jóbarát) sikerrel alkalmazták sokáig, mindenkor tanulságos célzattal, így a Beke György szövegével és Deák Ferenc rajzaival könyv alakban is megjelent Pál vitéz c. ifjúsági képregény (1972) a törökverő Kinizsi Pál példájával nevelt hazafiságra.